# Candita Batista
Candita Batista (3 tháng 10 năm 1916 – 1 tháng 4 năm 2016) là ca sĩ người Cuba, được thế giới biết đến qua những đóng góp vào nền âm nhạc Phi – Caribe. Trong sự nghiệp âm nhạc của mình, bà đi khắp thế giới, xuất hiện cùng Nat King Cole, Charles Aznavour, Lola Flores và các ngôi sao khác.

## Tiểu sử
Candita sinh ra tại Camagüey. Năm 1932, bà bắt đầu sự nghiệp, lúc đó bà mới 16 tuổi. Bà là người phụ nữ đầu tiên trong thành phố tham gia một ban nhạc nam. Năm 1937, bà chuyển đến Havana. Năm 1941, bà và ban nhạc của mình đi đến Mexico City, nơi bà xuất hiện tại Teatro Lirico. Năm 1948, bà đi lưu diễn ở khu vực Mỹ-Latinh, đến thăm Nicaragua, Guatemala, Honduras, Panama và Colombia. Trong thời gian này, bà đang phải đấu tranh chống phân biệt chủng tộc.
Năm 1959, bà đi lưu diễn tại châu Âu, trình diễn trước Vua Ai Cập Farouk trong một buổi hòa nhạc ở Rome. Sau 11 năm, bà trở về Cuba. Bà tiếp tục sự nghiệp hát chuyên nghiệp đến năm 94 tuổi. Cuối sự nghiệp của mình, bà thành lập Dàn nhạc Mokekeré.
Bà giành được nhiều giải thưởng, bao gồm Hija Ilustre de la Provincia de Camagüey, Huy chương Alejo Carpentier, và Distinción por la Cultura Nacional.   Năm 2011, bà nhận được giải thưởng đặc biệt về thành tựu trọn đời từ Hiệp hội nhạc sĩ thuộc Liên hiệp các nhà văn và nghệ sĩ quốc gia Cuba (UNEAC). Bà qua đời trong bệnh viện ở thị trấn Camagüey, thọ 99 tuổi.  
Năm 2003, bà trở thành chủ đề của bộ phim tài liệu ngắn mang tên Candita Batista, la vedette negra de Cuba (kéo dài 26 phút), thực hiện bởi Manuel Jorge Pérez 